# Svend Cedergreen Bech
Svend Cedergreen Bech (6. januar 1920 i Grønbjerg – 13. april 2007) var en dansk forfatter, historiker og redaktør.
Han blev student i København i 1949. I 1959 blev han cand. mag. i historie og dansk. Han debuterede i 1960 med bogen En verden i udvikling der er en fremstilling af ulandenes økonomiske og politiske situation. Bogen blev udgivet af Mellemfolkeligt Samvirke med støtte af UNESCO.
Han skrev bindene 6 og 9 der omhandler henholdsvis renæssancen og oplysningstiden i Politikens Danmarkshistorie fra 1963-65. I 1967 udgav han bogen Københavns historie gennem 800 år.
Han skrev også bind 3 i Københavns historie, der har titlen Storhandelens by 1720-1830. Hans hovedværk er biografien over Johann Friedrich Struensee , Struensee og hans tid (1972, 2. oplag 1989)
Derudover har han været redaktør på mange bøger, deriblandt 3. udgave af Dansk Biografisk Leksikon (1979-1984) og Brev fra Dorothea : af Charlotta Dorothea Biehls historiske breve (1975)
I 1982 modtog han sammen med historikeren Erik Kjersgaard Søren Gyldendal-prisen. 
Han blev gift med Lis Truelsen i 1948.